# Cabañas de Polendos
Cabañas de Polendos ist eine Gemeinde in der spanischen Provinz Segovia. Sie liegt im Süden der Autonomen Region Kastilien und León, an der Nordwestabdachung der Sierra de Guadarrama. Sie hat 199 Einwohner (Stand: 2024). 

## Geographie
Cabañas de Polendos liegt etwa 14 Kilometer nördlich vom Stadtzentrum von Segovia in einer Höhe von ca. 940 m. 
Cabañas de Polendos befindet sich innerhalb der Zone des kontinentalen mediterranen Klimas.

## Bevölkerungsentwicklung
| Jahr      | 1970 | 1981 | 1991 | 2001 | 2011 | 2021 |
| Einwohner | 223  | 135  | 117  | 118  | 186  | 184  |

## Sehenswürdigkeiten

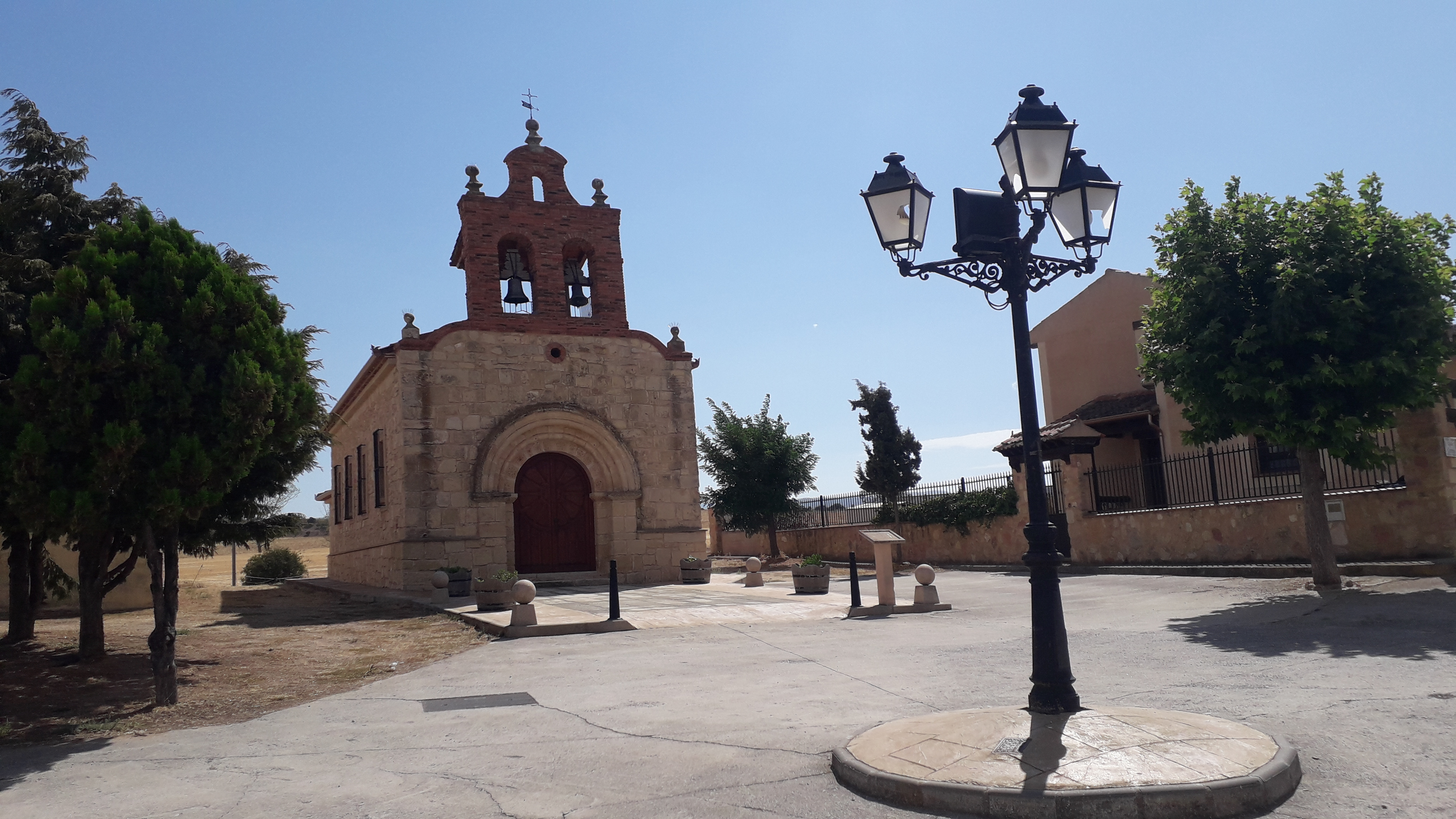
Agathenkirche
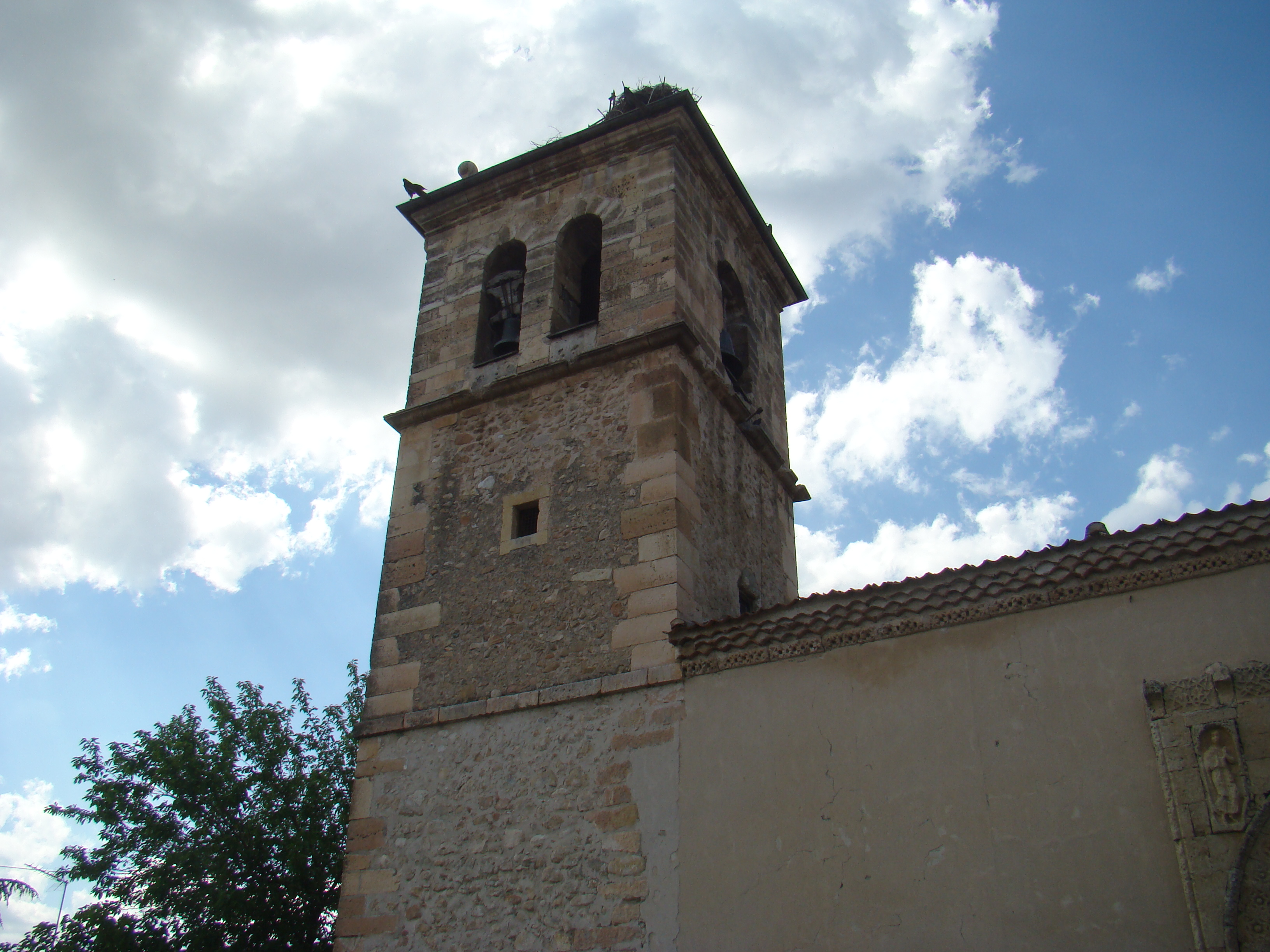
Laurentiuskirche
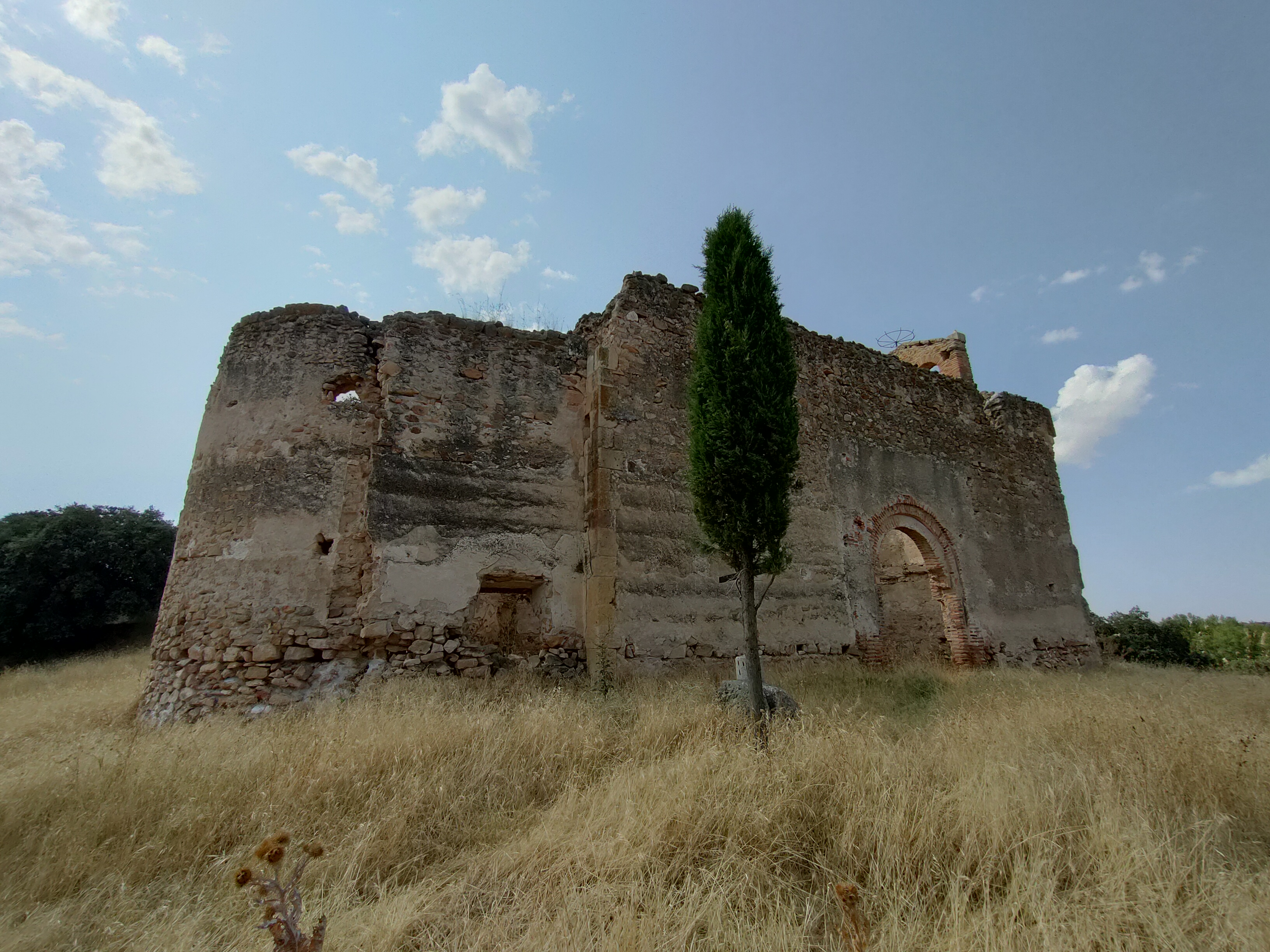
Kapelle von Agejas
- Rathaus

- Agathenkirche
- Laurentiuskirche
- Kapelle von Agejas